# Metasploit Project
A Metasploit Project egy számítógép-biztonsági program, amely információkat nyújt a biztonsági résekről,  sérülékenységekről, és segíti a betörési tesztelést és az IDS-aláírások fejlesztését. Tulajdonosa a bostoni, massachusettsi székhelyű Rapid7 kiberbiztonsági cég.
Legismertebb alprojektje a nyílt forráskódú Metasploit Framework, egy eszköz, amellyel exploit kódot lehet fejleszteni és végrehajtani egy távoli célgép vagy szerver ellen. További fontos alprojektjei közé tartozik az Opcode Database, a shellcode archívum és a kapcsolódó kutatások.
A Metasploit project tartalmaz anti-forensic és evasion eszközöket, amelyek közül néhányat a Metasploit Frameworkbe építettek be. A Metasploit előre telepítve megtalálható a Kali Linux operációs rendszerben.

## Történet
A Metasploitot H. D. Moore hozta létre Perl nyelven, 2003-ban, mint hordozható hálózati eszközt. 2007-re a Metasploit Fameworköt teljesen átírták Ruby-ra. 2009. október 21-én a Metasploit Projekt bejelentette, hogy felvásárolta a Rapid7, egy kiberbiztonsági cég, amely egységes sebezhetőség-kezelési megoldásokat kínál.
A hasonló kereskedelmi termékekhez hasonlóan, mint például az Immunity Canvas vagy a Core Security Technologies Core Impact, a Metasploit is használható számítógépes rendszerek sebezhetőségének tesztelésére vagy távoli rendszerekbe való betörésre. Számos információbiztonsági eszközhöz hasonlóan a Metasploit is felhasználható jogos és jogosulatlan tevékenységekre egyaránt. A Metasploit Framework megvásárlása óta a Rapid7 két saját fejlesztésű kiadást adott hozzá Metasploit Express és Metasploit Pro néven.
A Metasploit mint exploit-fejlesztési keretrendszer egyre növekvő hírmeve a szoftverben a sebezhetőségi ajánlások beépítéséhez vezetett, amelyeket gyakran egy harmadik féltől származó Metasploit exploit-modul kísér, amely kiemeli az adott hiba kihasználhatóságát, kockázatát és orvoslását. A Metasploit a 3.0 verzió óta fuzzing eszközöket is tartalmaz, amelyeket a szoftver sebezhetőségének felfedezésére használnak, nem pedig csak az ismert hibák exploitjaira. Ez a lehetőség a lorcon vezeték nélküli (802.11) eszközkészlet 2006 novemberében történt integrációjával a Metasploit 3.0-ban is megtalálható. A Metasploit 4.0-ás verziója 2011 augusztusában jelent meg.

## Metasploit Framework
A rendszer kihasználásának alapvető lépései a következők.
- Opcionálisan annak ellenőrzése, hogy a tervezett célrendszer sebezhető-e egy esetleges exploit ellen.
- Exploit kiválasztása és konfigurálása (olyan kód, amely a célrendszer valamelyik hibáját kihasználva jut be a rendszerbe) A Metasploit Projekt körülbelül 2074 különböző exploitot tartalmaz Windows, Unix/Linux és macOS rendszerekhez.
- A payload kiválasztása és konfigurálása (a célrendszeren a sikeres behatolás után végrehajtásra kerülő kód; például egy távoli shell vagy egy VNC-kiszolgáló). A Metasploit gyakran önmaga ajánl egy payloadot, amelynek működnie kell az adott rendszer ellen.
- A kódolási technika kiválasztása úgy, hogy a "rossz karakterek" néven ismert hexadecimális műveletkódok eltávolításra kerülnek a payloadból, mert ezek a karakterek általában az exploit sikertelenségét okozzák.
- Az exploit végrehajtása.

Ez a moduláris megközelítés - amely lehetővé teszi bármilyen exploit és bármilyen payload kombinálását - a keretrendszer legfőbb jellemzője. Megkönnyíti a támadók, az exploit-írók és a payload-írók feladatait.
A Metasploit Unixon (beleértve a Linuxot és a macOS-t) és Windowson is fut, valamint több nyelven is elérhető és bővíthető.
Az exploit és a payload kiválasztásához szükség van néhány információra a célrendszerről, például az operációs rendszer verziójára és a telepített hálózati szolgáltatásokra. Ezek az információk portvizsgálattal és TCP/IP stack ujjlenyomat-elemző eszközökkel, például az Nmap segítségével megszerezhetők. Az olyan sebezhetőség-ellenőrzők, mint a Nessus és az OpenVAS, képesek a célrendszer sebezhetőségének felderítésére. A Metasploit képes importálni a sebezhetőségi szkenner adatait, és a pontos exploit érdekében összehasonlítani az azonosított sebezhetőségeket a meglévő exploit-modulokkal.

## Metasploit interfészek
A Metasploit-hoz többféle interfész is rendelkezésre áll. A legnépszerűbbeket a Rapid7 és a Strategic Cyber LLC tartja fenn.

### Metasploit Framework Edition
Ez az ingyenes verzió. Parancssori felületet, harmadik féltől származó importálást, kézi exploitációt és kézi brute forcingot tartalmaz. A Metasploit projekt ezen ingyenes verziója tartalmazza a Zenmap-et, egy jól ismert biztonsági szkennert és egy fordítót Ruby-hoz, melyen a Metasploit ezen verziója íródott.

### Metasploit Pro
2010 októberében a Rapid7 hozzáadta a Metasploit Pro-t, egy nyílt magú kereskedelmi célú Metasploit kiadást a behatolásvizsgálók számára. A Metasploit Pro olyan funkciókkal egészíti ki a Metasploit Express-t, mint a Quick Start Wizards/MetaModules, a social engineering programok készítése és kezelése, a webes alkalmazások tesztelése, a fejlett Pro Console, a dinamikus payloadok a vírusirtók kijátszásához, a Nexpose integrációja az ad-hoc sebezhetőségi vizsgálatokhoz és a VPN pivotálás.

### A Metasploit megszűnt kiadásai

#### Metasploit Community Edition
2019. július 18-án a Rapid7 bejelentette a Metasploit Community Edition értékesítésének végét. A meglévő felhasználók a licencük lejártáig tovább használhatták. A kiadás 2011 októberében jelent meg, és egy ingyenes, webalapú felhasználói felületet tartalmazott a Metasploit számára. A Metasploit Community Edition a fizetős kiadások kereskedelmi funkcióira épült, csökkentett funkcionalitással, többek közt hálózatfelderítéssel, modulböngészéssel és kézi kiaknázással. A Metasploit Community a fő telepítőben is szerepelt.

#### Metasploit Express Edition
2019. június 4-én a Rapid7 megszüntette a Metasploit Express Edition gyártását.
A kiadás 2010 áprilisában jelent meg, és egy nyílt magú kereskedelmi kiadás volt a számítógép-biztonsági csapatok számára, akik a sebezhetőségek ellenőrzését végzik. Grafikus felhasználói felületet kínál, Integrálta az nmap-ot a hálózatfelderítéshez, és hozzáadták az intelligens brute-forcingot, valamint az automatikus bizonyítékgyűjtést.

### Armitage
Az Armitage egy grafikus kibertámadás-kezelő eszköz a Metasploit projekt részére, amely vizualizálja a célpontokat és exploitokat javasol. Ez egy ingyenes és nyílt forráskódú hálózati biztonsági eszköz, amely a vörös csapat együttműködése révén nevezetes, lehetővé téve a közös munkameneteket, adatokat és kommunikációt egyetlen Metasploit-példányon keresztül.  Armitage legutóbbi kiadása 2015-ben volt.

### Cobalt Strike
A Cobalt Strike a HelpSystems által a Metasploit Frameworkkel való használatra kínált fenyegetés-emulációs eszközök gyűjteménye. A Cobalt Strike tartalmazza az Armitage összes funkcióját, és a jelentéskészítési funkciók mellett kiegészül az exploit utáni eszközökkel is.

## Exploitok
A Metasploit jelenleg több mint 2074 exploitot tartalmaz, a következő platformok alá rendezve: AIX, Android, BSD, BSDi, Cisco, Firefox, FreeBSD, HP-UX, Irix, Java, JavaScript, Linux, mainframe, multi (több platformra is alkalmazható), NetBSD, NetWare, nodejs, OpenBSD, macOS, PHP, Python, R, Ruby, Solaris, Unix és Windows.

## Hasznos terhek (payloadok)
A Metasploit jelenleg több mint 592 payloaddal rendelkezik. Néhány közülük:
1. A Command shell lehetővé teszi a felhasználók számára, hogy gyűjtőszkripteket futtassanak vagy tetszőleges parancsokat futtassanak a gazdatest ellen.
2. A Meterpreter (a Metasploit Interpreter) lehetővé teszi a felhasználók számára, hogy VNC segítségével irányítsák egy eszköz képernyőjét, valamint fájlokat böngészhessenek, töltsenek fel és töltsenek le.
3. A dinamikus payloadok lehetővé teszik a felhasználók számára, hogy egyedi payloadok generálásával kijátsszák a vírusvédelmet.
4. A statikus payloadok statikus IP-cím/port-továbbítást tesznek lehetővé a szerver és az ügyfél közötti kommunikációhoz.

## Kiegészítő modulok
A Metasploit Framework több száz segédmodult tartalmaz, amelyekkel szkennelés, fuzzing, sniffing és még sok minden más végezhető. A segédmoduloknak három típusa van, nevezetesen a szkennerek, az admin és a szervermodulok.

## Közreműködők
A Metasploit Framework nyílt forráskódú projektként működik, és a közösség hozzájárulásait a GitHub.com pull request-eken keresztül fogadja el, melyet egy csapat vizsgál felül, amely a Rapid7 munkatársaiból és külső közreműködőkből áll. A hozzájárulások többsége új modulokat, például exploitokat vagy szkennereket ad projekthez.
Az eredeti fejlesztők listája:
- H. D. Moore (alapító és vezető fejlesztő)
- Matt Miller (fő fejlesztő 2004-2008 között)
- Spoonm (fő fejlesztő 2003-2008 között)

## Fordítás
- Ez a szócikk részben vagy egészben  a   Metasploit Project című angol Wikipédia-szócikk ezen változatának fordításán alapul.  Az eredeti cikk szerkesztőit annak laptörténete sorolja fel. Ez a jelzés csupán a megfogalmazás eredetét és a szerzői jogokat jelzi, nem szolgál a cikkben szereplő információk forrásmegjelöléseként.